# US Colomiers Football
Union Sportive Colomiers Football, thường được gọi là US Colomiers, là một đội bóng đá Pháp thành lập năm 1932. Đội có trụ sở tại Colomiers, Haute-Garonne, Pháp và thid 9au61 tại Stade Bertrand Andrieux trong thị trấn.

## Đội hình hiện tại
Tính đến ngày 19 tháng 11 năm 2018
Ghi chú: Quốc kỳ chỉ đội tuyển quốc gia được xác định rõ trong điều lệ tư cách FIFA. Các cầu thủ có thể giữ hơn một quốc tịch ngoài FIFA.
| Số | VT | Quốc gia | Cầu thủ            |
| -- | -- | -------- | ------------------ |
| —  | TM | Pháp     | Jérémy Brunerol    |
| —  | TM | Pháp     | Rémi Goryl         |
| —  | TM | Pháp     | Malick Youssefi    |
| —  | TM | Pháp     | Pierre Roulot      |
| —  | HV | Pháp     | Emile Dalouze      |
| —  | HV | Pháp     | Nicolas Kolczynski |
| —  | HV | Pháp     | Kévin Leoni        |
| —  | HV | Pháp     | Vincent Michelet   |
| —  | HV | Pháp     | Roméo Vena         |
| —  | HV | Pháp     | Angëe Komano       |
| —  | TV | Pháp     | Jacques Coffi      |

| Số | VT | Quốc gia | Cầu thủ         |
| -- | -- | -------- | --------------- |
| —  | TV | Pháp     | Léo Fichten     |
| —  | TV | Pháp     | Yohan Garric    |
| —  | TV | Pháp     | Guillaume Insou |
| —  | TV | Pháp     | Tidiane Keita   |
| —  | TV | Pháp     | Rémy Lacroix    |
| —  | TV | Pháp     | Antoine Mille   |
| —  | TV | Pháp     | Antony Ranieri  |
| —  | TV | Pháp     | Brice Ventrice  |
| —  | TĐ | Pháp     | Warren Caddy    |
| —  | TĐ | Pháp     | Kévin Cardinali |
| —  | TĐ | Pháp     | Dimitri Quenet  |